# Kup maršala Tita 1989./90.
Kup maršala Tita 1989./90., također poznat kao Kup Jugoslavije u nogometu 1989./90., bila je četrdeset i druga sezona Kupa Jugoslavije u nogometu nakon Drugog svjetskog rata.

U natjecanju je sudjelovalo 5378 timova: iz republičkih kupova plasirao se 14 momčadi koje su se pridružile 18 prvoligaškim klubovima u nacionalnom kupu kojim upravlja FSJ. Započeo je 26. srpnja 1989., a završio 19. svibnja 1990.
Trofej je osvojila Crvena zvezda koja je u finalu svladala splitski Hajduk i tako osvojila dvostruku krunu. Pehar, koji su crveno-bijeli osvojili dvanaesti put, uručio je Bogić Bogićević, član Predsedništva Jugoslavije.
Hajduk Split finalist je Kupa Jugoslavije, ali se ne može plasirali na Europski kup pobjednika kupova 1990./91. zbog dvosezonske  suspenzije igranja u europskim natjecanjima.

## Sudionici
Na natjecanju je sudjelovalo ukupno 5378 ekipe iz svih republika i pokrajina: 960 iz Bosne i Hercegovine, 58 iz Crne Gore, 1554 iz Hrvatske, 120 iz Makedonije, 253 iz Slovenije, 1771 iz Srbije, 192 iz Kosova i 470 iz Vojvodine.
18 sudionika Prve savezne lige 1988./89. kvalificiralo se direktno. Ostalih 14 ekipa (u žutom) plasirale su se kroz republičke kupove.
Nije jasno tko je osvojio Kup Crne Gore. Osvajač je možda izgubio od Selekcije JNA u pretkolu.
| rang          | Slovenija         | Hrvatska                                         | Bosna i Hercegovina                                     | Srbija                         | Srbija                                                          | Srbija            | Crna Gora         | Makedonija        |
| rang          | Slovenija         | Hrvatska                                         | Bosna i Hercegovina                                     | Vojvodina                      | Središnja Srbija                                                | Kosovo            | Crna Gora         | Makedonija        |
| ------------- | ----------------- | ------------------------------------------------ | ------------------------------------------------------- | ------------------------------ | --------------------------------------------------------------- | ----------------- | ----------------- | ----------------- |
| 1. rang       |                   | - Dinamo Zagreb - Hajduk Split - Osijek - Rijeka | - Sarajevo - Sloboda Tuzla - Velež Mostar - Željezničar | - Spartak Subotica - Vojvodina | - Crvena zvezda - Partizan - Rad Beograd - Radnički Niš         |                   | - Budućnost       | - Vardar Skoplje  |
| 2. rang       |                   | - Dinamo Vinkovci                                | - Čelik Zenica                                          |                                | - Borac Čačak - Napredak Kruševac - OFK Beograd - Sloboda Užice | - Liria Prizren   |                   |                   |
| 3. rang       | - Maribor         | - Jugokeramika Zaprešić - Orijent                |                                                         | - Bačka B. Palanka - Vrbas     |                                                                 |                   |                   | - Sileks Kratovo  |
| Niži rangovi  |                   |                                                  | - Guber Srebrenica - Vratnik Sarajevo                   |                                |                                                                 |                   |                   |                   |
| Izvan sustava | Tim JNA (Beograd) | Tim JNA (Beograd)                                | Tim JNA (Beograd)                                       | Tim JNA (Beograd)              | Tim JNA (Beograd)                                               | Tim JNA (Beograd) | Tim JNA (Beograd) | Tim JNA (Beograd) |

## Šesnaestina završnice
| Domaći sastav            |   | Gostujući sastav       | Rezultat 26. srpnja 1989. | Napomena          |
| ------------------------ | - | ---------------------- | ------------------------- | ----------------- |
| Sileks (Kratovo)         | – | Željezničar (Sarajevo) | 2:1                       |                   |
|                          |   |                        | 1. kolovoza 1989.         |                   |
| Jugokeramika (Zaprešić)  | – | Radnički (Niš)         | 2:0                       |                   |
|                          |   |                        | 2. kolovoza 1989.         |                   |
| NK Rijeka (Rijeka)       | – | Orijent (Rijeka)       | 1:0                       |                   |
| Bačka (Bačka Palanka)    | – | Rad (Beograd)          | 0:4                       |                   |
| FK Vrbas (Titov Vrbas)   | – | Hajduk (Split)         | 0:3                       |                   |
| Maribor Branik (Maribor) | – | Spartak (Subotica)     | 0-1                       |                   |
| OFK Beograd (Beograd)    | – | Vardar (Skoplje)       | 1:2                       |                   |
| Sloboda (Tuzla)          | – | Dinamo (Vinkovci)      | 3:2                       |                   |
| Velež (Mostar)           | – | Borac (Čačak)          | 3:1                       |                   |
| Čelik (Zenica)           | – | Vojvodina (Novi Sad)   | 0:0 (prod.) (2:4 pen.)    |                   |
| Crvena zvezda (Beograd)  | – | Liria (Prizren)        | 8:2                       |                   |
| Dinamo (Zagreb)          | – | Napredak (Kruševac)    | 3.0                       |                   |
| FK Sarajevo (Sarajevo)   | – | Sloboda (Titovo Užice) | 2:0                       |                   |
| Tim JNA (Beograd)        | – | Partizan (Beograd)     | 2:5                       |                   |
| Vratnik (Sarajevo)       | – | NK Osijek (Osijek)     | 0:1                       |                   |
| Guber (Srebrnica)        | – | Budućnost (Titograd)   | 1:1 (prod.) (3:2 pen.)    | utakmica otkazana |
|                          |   |                        | 16. kolovoza 1989.        |                   |
| Guber (Srebrnica)        | – | Budućnost (Titograd)   | 1:2                       | ponavljanje       |

## Osmina završnice
| Prva momčad             | Ukupno         | Druga momčad           | 1. utakmica 9. kolovoza 1989. | 2. utakmica 16. kolovoza 1989. |
| ----------------------- | -------------- | ---------------------- | ----------------------------- | ------------------------------ |
| Vardar (Skoplje)        | 5:3            | NK Rijeka (Rijeka)     | 3:0                           | 2:3                            |
| Spartak (Subotica)      | 0:1            | Velež (Mostar)         | 0:0                           | 0:1                            |
| Jugokeramika (Zaprešić) | 1:2            | NK Osijek (Osijek)     | 1:0                           | 0:2                            |
| Sileks (Kratovo)        | 1:1 (5:3 pen.) | FK Sarajevo (Sarajevo) | 1:0                           | 0:1                            |
| Crvena zvezda (Beograd) | 7:1            | Vojvodina (Novi Sad)   | 6:0                           | 1:1                            |
| Hajduk (Split)          | 0:0 (7:6 pen.) | Rad (Beograd)          | 0:0                           | 0:0                            |
|                         |                |                        | 27. kolovoza 1989.            | 4. listopada 1989.             |
| Sloboda (Tuzla)         | 2:3            | Budućnost (Titograd)   | 2:0                           | 0:3                            |
|                         |                |                        | 4. listopada 1989.            | 22. studenoga 1989.            |
| Partizan (Beograd)      | 4:2            | Dinamo (Zagreb)        | 3:2                           | 1:0                            |

## Četvrtzavršnica
| Prva momčad             | Ukupno | Druga momčad         | 1. utakmica 25. listopada 1989. | 2. utakmica 8. studenog 1989. |
| ----------------------- | ------ | -------------------- | ------------------------------- | ----------------------------- |
| Crvena zvezda (Beograd) | 8:1    | Budućnost (Titograd) | 5:1                             | 3:0                           |
| Vardar (Skoplje)        | 1:5    | Hajduk (Split)       | 0:4                             | 1:1                           |
| Sileks (Kratovo)        | 2:5    | NK Osijek (Osijek)   | 1:1                             | 1:4                           |
|                         |        |                      | 29. studenog 1989.              | 6. prosinca 1989.             |
| Velež (Mostar)          | 2:3    | Partizan (Beograd)   | 1:2                             | 1:1                           |

## Poluzavršnica
| Prva momčad             | Ukupno | Druga momčad       | 1. utakmica 18. travnja 1990. | 2. utakmica 3. svibnja 1990. |
| ----------------------- | ------ | ------------------ | ----------------------------- | ---------------------------- |
| Crvena zvezda (Beograd) | 4:3    | Partizan (Beograd) | 1:0                           | 3:3                          |
| NK Osijek (Osijek)      | 2:8    | Hajduk (Split)     | 0:3                           | 2:5                          |

## Završnica

### Susret
| 19. svibnja 1990. |             |              |                                                                                |
| Crvena zvezda     | 1:0         | Hajduk Split | Stadion Partizana, Beograd Broj gledatelja: 23.733 Sudac: Goce Popev (Skoplje) |
| Pančev 12'        | (izvještaj) |              | Stadion Partizana, Beograd Broj gledatelja: 23.733 Sudac: Goce Popev (Skoplje) |

| Crvena zvezda | Hajduk |

| CRVENA ZVEZDA:      |    |                      |
|                     |    |                      |
| G                   | 1  | Stevan Stojanović    |
| B                   | 2  | Goran Jurić          |
| B                   | 3  | Slobodan Marović     |
| V                   | 4  | Vlada Stošić         |
| B                   | 5  | Miodrag Belodedici   |
| B                   | 6  | Ilija Najdoski       |
| V                   | 7  | Robert Prosinečki    |
| N                   | 8  | Dejan Savićević      |
| N                   | 9  | Darko Pančev         |
| V                   | 10 | Dragan Stojković     |
| B                   | 11 | Refik Šabanadžović   |
| Izmjene:            |    |                      |
| G                   | 12 | Marko Simeunović     |
| B                   | 13 | Duško Radinović      |
| V                   | 14 | Dragan Kanatlarovski |
| N                   | 15 | Vladan Lukić         |
| N                   | 16 | Mitar Mrkela         |
| Trener:             |    |                      |
| Dragoslav Šekularac |    |                      |

| HAJDUK SPLIT:  |    |                 |  |     |
|                |    |                 |  |     |
| G              | 1  | Ivan Pudar      |  |     |
| B              | 2  | Mili Hadžiabdić |  |     |
| B              | 3  | Darko Dražić    |  |     |
| B              | 4  | Slaven Bilić    |  |     |
| B              | 5  | Nikola Jerkan   |  |     |
| B              | 6  | Igor Štimac     |  | 55' |
| V              | 7  | Joško Jeličić   |  | 81' |
| V              | 8  | Dragutin Čelić  |  |     |
| V              | 9  | Robert Jarni    |  |     |
| V              | 10 | Aljoša Asanović |  |     |
| N              | 11 | Alen Bokšić     |  |     |
| Izmjene:       |    |                 |  |     |
| G              | 12 | Mladen Pralija  |  |     |
| B              | 13 | Grgica Kovač    |  |     |
| V              | 14 | Goran Vučević   |  | 55' |
| B              | 15 | Damir Jurković  |  |     |
| N              | 16 | Bernard Barnjak |  | 81' |
| Trener:        |    |                 |  |     |
| Luka Peruzović |    |                 |  |     |

## Poveznice
- Prva savezna liga 1989./90.
- Druga savezna liga 1989./90.
- Međurepubličke lige 1989./90.

## Vanjske poveznice
- Tempo almanah 1989-1990
- RSSSF
- Jugoslavija - Detalji finala Kupa 1947.-2001
- exyufudbal.in.rs
- lavkup.com
- bihsoccer.com